# Filip Szymczak
Filip Szymczak (Poznań, 2002. május 6. –) lengyel korosztályos válogatott labdarúgó, a Lech Poznań csatárja.

## Pályafutása

### Klubcsapatokban
Szymczak a lengyelországi Poznań városában született. Az ifjúsági pályafutását a helyi Warta Poznań csapatában kezdte, majd a Lech Poznań akadémiájánál folytatta.
2019-ben mutatkozott be a Lech Poznań első osztályban szereplő felnőtt keretében. Először a 2020. február 8-án, a Raków Częstochowa ellen 3–0-ra megnyert mérkőzés 89. percében, Christian Gytkjær cseréjeként lépett pályára. A 2021–22-es szezonban a másodosztályú GKS Katowice csapatát erősítette kölcsönben. Első gólját 2022. november 6-án, a Korona Kielce ellen hazai pályán 3–2-es győzelemmel zárult találkozón szerezte meg.

### A válogatottban
Szymczak az U16-ostól az U21-es válogatottig szinte minden korosztályban képviselte Lengyelországot.
2021-ben debütált az U21-es válogatottban. Először a 2021. március 26-ai, Szaúd-Arábia ellen 7–0-ra megnyert mérkőzésen lépett pályára. Első válogatott gólját 2022. november 17-én, Horvátország ellen 3–1-es vereséggel zárult barátságos mérkőzésen szerezte meg.

## Statisztikák
2023. február 11. szerint
| Klub                      | Szezon   | Osztály     | Bajnokság | Bajnokság | Kupa és Ligakupa | Kupa és Ligakupa | Nemzetközi | Nemzetközi | Összesen | Összesen |
| Klub                      | Szezon   | Osztály     | Meccs     | Gól       | Meccs            | Gól              | Meccs      | Gól        | Meccs    | Gól      |
| ------------------------- | -------- | ----------- | --------- | --------- | ---------------- | ---------------- | ---------- | ---------- | -------- | -------- |
| Lech Poznań               | 2019–20  | Ekstraklasa | 4         | 0         | 1                | 0                | —          | —          | 5        | 0        |
| Lech Poznań               | 2020–21  | Ekstraklasa | 11        | 0         | 3                | 1                | 1          | 1          | 16       | 2        |
| Lech Poznań               | 2022–23  | Ekstraklasa | 18        | 2         | 1                | 0                | 14         | 1          | 33       | 3        |
| Lech Poznań               | Összesen | Összesen    | 33        | 2         | 5                | 1                | 15         | 2          | 53       | 5        |
| GKS Katowice (kölcsönben) | 2021–22  | I Liga      | 32        | 11        | 0                | 0                | —          | —          | 32       | 11       |
| Összesen                  | Összesen | Összesen    | 65        | 13        | 5                | 1                | 15         | 2          | 85       | 16       |

## Sikerei, díjai
Lech Poznań
- Ekstraklasa
  - Ezüstérmes (1): 2019–20

- Lengyel Szuperkupa
  - Döntős (1): 2022

Egyéni
- Ekstraklasa – A Hónap Játékosa: 2022 november